# Sopchoppy
Sopchoppy es una ciudad ubicada en el condado de Wakulla en el estado estadounidense de Florida. En el Censo de 2010 tenía una población de 457 habitantes y una densidad poblacional de 104,72 personas por km².

## Geografía
Sopchoppy se encuentra ubicada en las coordenadas 30°3′35″N 84°29′8″O / 30.05972, -84.48556. Según la Oficina del Censo de los Estados Unidos, Sopchoppy tiene una superficie total de 4.36 km², de la cual 4.36 km² corresponden a tierra firme y (0%) 0 km² es agua.

## Demografía
Según el censo de 2010, había 457 personas residiendo en Sopchoppy. La densidad de población era de 104,72 hab./km². De los 457 habitantes, Sopchoppy estaba compuesto por el 71.33% blancos, el 25.16% eran afroamericanos, el 0.44% eran amerindios, el 0.66% eran asiáticos, el 0% eran isleños del Pacífico, el 0% eran de otras razas y el 2.41% pertenecían a dos o más razas. Del total de la población el 2.19% eran hispanos o latinos de cualquier raza.